# Keinsmerbrug
Keinsmerbrug (West-Fries: Keinsemerbreg) is een buurtschap in de gemeente Schagen, in de provincie Noord-Holland.
Keinsmerbrug is ontstaan toen er een paar bruggen werden gelegd over de Groote Sloot, die van Keinsmerbrug was de brug van het gehucht Keinse. In eerste instantie was het alleen een overslag van goederen, maar daar groeide uiteindelijk een klein plaatsje uit. Keinsmerbrug heeft een aantal kleine bedrijven gekend, waaronder een kaasfabriek, die voor de grootte van de plaats wat groot waren.
Maar de geschiedenis van het gebied zelf, waar het plaatsje in ligt, gaat veel verder terug. Rond het jaar nul van onze jaartelling was het gebied bewoonbaar, het was op het hoogveen. Men woonde in houten huizen met een rieten dak. In de huizen waren een woonruimte en een stalling voor het vee (schapen, geiten en een enkele koe) opgenomen. Men verbouwde en leefde vooral van graan.
Burgerbrug · Burgervlotbrug · Callantsoog · Dirkshorn · Eenigenburg · Groenveld · Groote Keeten · Krabbendam · Oudesluis · Petten · 't Rijpje · Schagen · Schagerbrug · Schoorldam (deels) · Sint Maarten · Sint Maartensbrug · Sint Maartensvlotbrug · Stroet · Tjallewal · Tolke (deels) · Tuitjenhorn · Valkkoog · Waarland · Warmenhuizen · 't Zand

Buurtschappen: Abbestede · Avendorp · Bliekenbos · 't Buurtje · De Banne · Burghorn · Cornelissenwerf · Dijkstaal · Grootven · Grotewal · Het Korfwater · De Hale · Hemkewerf · Huiskebuurt · Kalverdijk · Keinse · Keinsmerbrug · Kerkbuurt · Lagedijk · Leihoek · Mennonietenbuurt · Nes · Schagerwaard · Sint Maartenszee · Slootgaard · De Stolpen · Stolpervlotbrug · Vennik (deels) · 't Wad · De Weel (deels) · Woudmeer · Zijbelhuizen · Zijpersluis